# 新羅萊
新羅萊是捷克的城鎮，位於該國西部，距離卡羅維發利約8公里，由卡羅維發利州負責管轄，面積13.53平方公里，海拔高度418米，2011年人口4,137。

## 外部連結
- Municipal website （页面存档备份，存于）